# Glen Campbell (Pennsylvania)
Glen Campbell è un comune (borough) degli Stati Uniti d'America, situato nello stato della Pennsylvania, nella contea di Indiana.